# Pilori de Bragance
Le pilori de Bragance (en portugais : Pelourinho de Bragança) se trouve dans la freguesia de Sé, du concelho de Bragance, dans le district du même nom, au Portugal.
Ce pilori se dresse près du château de Bragance, à proximité des rues Dom Fernão et Duque Dom João II ; il est classé comme Monumento Nacional depuis 1910.

## Référence
1. ↑   (en + pt) DGPC, « Notice no 71126 », sur Património Cultural Imóvel.